# Adolf Schröder (Widerstandskämpfer)

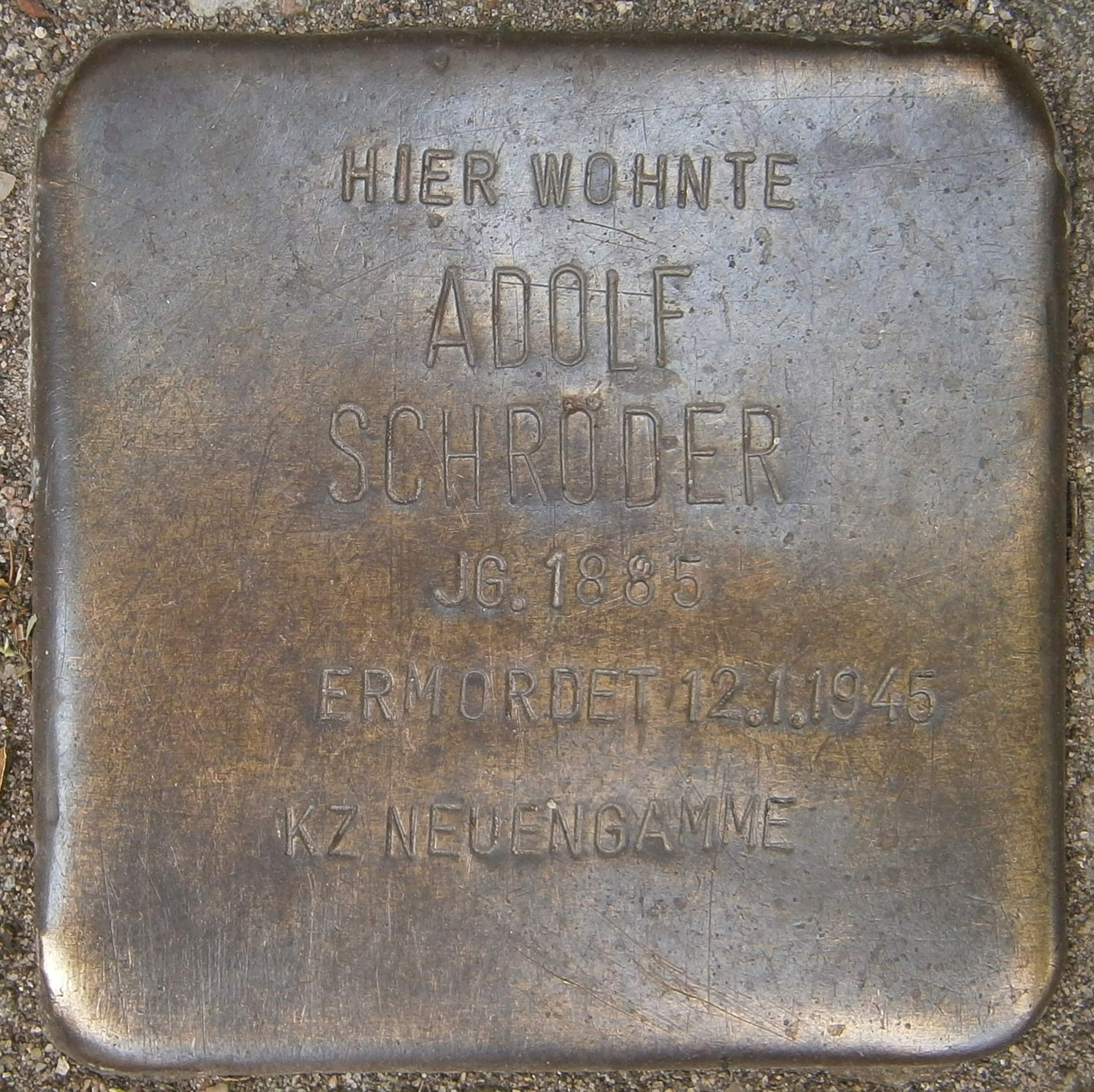

Adolf Schröder (* 6. Januar 1885; † 12. Januar oder 18. Januar 1945 im KZ Neuengamme) war ein deutscher sozialdemokratischer Widerstandskämpfer gegen den Nationalsozialismus und NS-Opfer.

## Leben
Schröder entstammte einfachen sozialen Verhältnissen. Nach dem Besuch der Volksschule erlernte er den Beruf des Schlossers. Er trat in die Sozialdemokratische Partei Deutschlands (SPD) ein und engagierte sich gegen den aufkommenden Nationalsozialismus. Nach der Machtübertragung an die NSDAP 1933 hielt er an seiner antifaschistischen Haltung fest und betätigte sich illegal. Nach dem Beginn des Zweiten Weltkrieges und dem beginnenden Einsatz ausländischer Zwangsarbeiter fand er Verbindung zur Widerstandsgruppe Bästlein-Jacob-Abshagen, die er in ihrer Arbeit zur Organisierung von Hilfe und zur politischen Aufklärung der Arbeiter unterstützte. Als die Gestapo davon Kenntnis bekam, wurde er verhaftet und von einem Gericht wegen „Vorbereitung zum Hochverrat“ zu einer Freiheitsstrafe verurteilt. Danach wurde er in das KZ Neuengamme verbracht, wo er am 18. Januar 1945 ums Leben kam.

## Ehrung
- Auf einer der drei Gedenkstelen auf dem Ohlsdorfer Friedhof wird an Adolf Schröder als Opfer des NS-Staates erinnert: Rechte Stele, Platte 18.[3]
- Vor seiner letzten Wohnadresse in der Bogenstraße 23 von Eimsbüttel verlegte der Aktionskünstler Gunter Demnig zu seiner Erinnerung einen Stolperstein.[4]